# Viktor Kolotov
Viktor Mikhailovich Kolotov (Yudino, 3 de julho de 1949 - 3 de janeiro de 2000) foi um futebolista profissional ucraniano que atuava como meia.

## Carreira
Viktor Kolotov fez parte do elenco da Seleção Soviética de Futebol, da Copa de 1982.